# Інгульська жила
Інгульська жила — геологічна пам'ятка природи місцевого значення. Об'єкт розташований на території Компаніївського району Кіровоградської області, поблизу с. Інженерівка.
Площа — 2 га, статус отриманий у 1989 році.